# Хотер-Ишай, Аарон
Ааро́н Хо́тер-Иша́й (вариант транскрипции: Хотер-Йишай) (ивр. אהרן חטר ישי‎ Аhаро́н Хо́тер-Йиша́й; 1 января 1905, Полтавская губерния, Российская империя (ныне Украина) — 20 мая 2003, Израиль) — израильский адвокат и общественный деятель, первый Главный военный прокурор Армии обороны Израиля (в период с 1949 по 1950 год).

## Биография

### Ранние годы
Аарон Хотер-Ишай родился в небольшом селе в Полтавской губернии (ныне Украина) в 1905 году. В возрасте восьми лет репатриировался в Палестину вместе с сестрой-близнецом Мирьям и 10-летним братом Реувеном. Вскоре за ним последовали и родители, Шмуэль (1885 — 25 августа 1931) и Сима (1885 — 26 февраля 1971; урождённая Левантовская) Хуторецкие, с ещё двумя дочерями. Семья поселилась в Хадере.
Учился в гимназии «Герцлия» в Тель-Авиве, учёбу в которой окончил в 1923 году. Во время учёбы был избран председателем совета учеников гимназии (в этой должности составил устав учеников гимназии), затем председателем совета учеников средних школ Тель-Авива.
В 1928 году участвовал в курсе командиров «Хаганы».
В 1930 году завершил обучение на «Курсах юриспруденции» подмандатной Палестины (англ. Law Classes), получил лицензию на право занятия адвокатской деятельностью и открыл адвокатскую контору в Хайфе. В 1935 году открыл также филиал конторы в Хадере.
Выступал во многих судебных процессах, в первую очередь связанных с подпольной деятельностью членов «Хаганы», поселенческой деятельностью (зачастую вызывавшей кровопролитные столкновения между еврейским и арабским населением) и незаконной еврейской иммиграцией, но также и в процессах по общеуголовным делам.
В значительном количестве случаев ему удавалось добиться оправдательного приговора по делам подсудимых, среди них и тех, которым грозила смертная казнь. Однако на процессах по делам Шломо Бен-Йосефа и Мордехая Шварца Хотеру-Ишаю не удалось предотвратить обвинительного приговора и исполнения смертного приговора в отношении обвиняемых.
Отдельные судебные процессы, а также другие случаи участия Хотера-Ишая в содействии подпольной деятельности «Хаганы» и нелегальной иммиграции евреев в Палестину, были описаны в дальнейшем в его книгах рассказов «Лишь вчера…: Адвокат „Хаганы“ рассказывает», «Рассказы правозащитника» и «Линия защиты». По мотивам одного из рассказов Хотера-Ишая был в дальнейшем написан мюзикл «За лошадей, что вытащат народ Израиля из грязи» (ивр. לחיי הסוסים שיוציאו את עם ישראל מהבוץ‎), поставленный театром Гиоры Годика в 1970 году.
Занимался также общественной деятельностью, связанной с поощрением еврейской поселенческой деятельности.
С 1923 года был членом «Батальона защитников языка», а в декабре 1925 года возглавил его. В «Батальоне защитников языка» занимался популяризацией иврита как разговорного еврейского языка и акциями по пресечению использования в обиходе других языков, а после получения адвокатской лицензии добивался введения судопроизводства на иврите в судебной системе Палестины.

### Во время Второй мировой войны
В 1941 году Хотер-Ишай добровольцем поступил на службу в британской армии. Участвовал в проведении агитационных мероприятий по набору добровольцев в армию.
В 1942 году прошёл офицерские курсы британской армии и служил ротным офицером социального обеспечения в 16-й роте Королевского восточнокентского полка («Баффс»), ответственной за охрану лагеря военнопленных в Имвасе около Латруна. В 1943 году был назначен адъютантом 2-го батальона Палестинского полка (в дальнейшем, 2-й батальон Еврейской бригады) в звании капитана.
В июле 1943 года батальон Хотера-Ишая был переброшен в Бенгази, а осенью 1944 года — в Италию, откуда в марте 1945 года батальон был переведён на участок фронта около города Альфонсине (на тот момент Хотер-Ишай служил командиром штабной роты 2-го батальона).
По окончании войны батальон не был распущен, и Хотер-Ишай активно занимался образовательной деятельностью среди солдат батальона, в том числе организовывал курсы по изучению гражданских профессий.

### Встреча с пережившими Холокост евреями
20 июня 1945 года Хотер-Ишай с четырьмя товарищами по службе в Еврейской бригаде выехал из Италии с целью поиска евреев, уцелевших после Холокоста.
Несмотря на запрет британской армии на въезд еврейских солдат на территорию Германии (во избежание акций мести с их стороны), Хотеру-Ишаю удалось добиться от британского командования Еврейской бригады особого разрешения на выезд в Австрию с целью, как было заявлено, поиска уцелевших родственников солдат бригады. Настоящей же целью поездки была попытка обнаружить евреев в «лагерях для перемещённых лиц» в американской зоне оккупации.
В поездке по лагерям Австрии и Германии Хотер-Ишай стал свидетелем тяжёлых условий содержания уцелевших еврейских узников концлагерей. Во многих случаях «лагеря для перемещённых лиц» основывались на базе тех же концлагерей. Многочисленных беженцев и бывших узников концлагерей распределяли по баракам в соответствии с гражданской принадлежностью, подчас помещая евреев вместе с отказывающимися от возвращения в родные страны нацистскими коллаборационистами. Несмотря на заявления американских властей о недопустимости насильственной репатриации, местные военные органы не раз прибегали к угрозам с целью скорейшей эвакуации лагерей, несмотря на то что евреев, возвращавшихся в родные страны, часто ожидала расправа со стороны местного населения, получившего от немецких властей их дома и имущество.
Хотер-Ишай убедил командование Еврейской бригады основать «Бригадный комитет благотворительности», который он и возглавил. Уже в июле 1945 года, после встреч Хотера-Ишая с представителями американской военной администрации, были значительно улучшены условия содержания евреев в «лагерях для перемещённых лиц» посредством, помимо прочего, перевода евреев в отдельные лагеря, прекращения их насильственного возвращения в страны исхода и увеличения продовольственного пайка.
До своей демобилизации в конце 1945 года Хотер-Ишай вёл активную деятельность среди уцелевших евреев Европы, в первую очередь координируя благотворительную и просветительскую деятельность в «лагерях для перемещённых лиц» в Австрии, Германии и Чехословакии, а также участвуя в организации сионистской деятельности на территории Западной Европы. В том числе участвовал в организации съездов активистов сионистского движения, проводил лекции на тему сионизма и британской политики «Белой книги» и встречался с европейскими общественными деятелями, одновременно способствуя деятельности по направлению нелегальной иммиграции уцелевших евреев в Палестину.
Хотер-Ишай отклонил предложение командования получить звание майора, поскольку это подразумевало его перевод в расположение части Еврейской бригады в Нидерландах и прекращение деятельности в лагерях.
Незаконная с точки зрения британских властей и не соответствующая статусу военнослужащего политическая деятельность Хотера-Ишая привела к выдаче ордера на его арест, однако попытка исполнения ордера была предпринята с опозданием, когда Хотер-Ишай уже покинул место службы и демобилизовался.

### Начало службы в Армии обороны Израиля
После демобилизации из британской армии Хотер-Ишай вернулся в Палестину, где продолжил правозащитную деятельность, в частности, в качестве адвоката по делам, связанным с подпольной деятельностью «Хаганы».
С 1947 года участвовал в деятельности организации «Объединённый еврейский призыв».
В конце 1947 года по поручению «Хаганы» выезжал в Ливан, где предстали перед местным судом пятеро бойцов «Пальмаха», задержанных при пересечении ливанской границы, с целью помочь своими связями и опытом защите подсудимых; в конечном счёте подсудимые были приговорены лишь к срокам тюремного заключения от 2 до 3 лет и вернулись в Израиль вследствие израильско-ливанского договора о прекращении огня по завершении Войны за независимость Израиля.
В мае 1948 года поступил на службу в Армии обороны Израиля и был назначен интендантом формирующейся 7-й бронетанковой бригады. Основатель бригады Шломо Шамир обратился к Хотеру-Ишаю первым для начала мобилизации персонала и снаряжения в ещё не сформированную бригаду, и Хотер-Ишай, немедленно обосновавший себе офис в ванной комнате номера в гостинице «Бристоль» на улице Бен-Йехуда в Тель-Авиве, провёл процесс мобилизации за считанные дни накануне высылки сил бригады на участие в боях за Латрун.
17 июля 1948 года Хотер-Ишай получил от премьер-министра Израиля Давида Бен-Гуриона задание подготовить законопроект кодекса военного права в качестве возможной альтернативы законопроекту, разрабатывавшемуся в те дни Главой службы юстиции (ивр. ראש השירות המשפטי‎) Армии обороны Израиля и Генеральным военным обвинителем (ивр. תוֹכָּ"ל — תובע כללי‎), Авраамом Горали. Хотер-Ишай завершил работу над законопроектом и 20 августа передал его Бен-Гуриону. Предложенные Хотером-Ишаем, руководствовавшимся основами британского военного права (основанного на предоставлении значительных судебных полномочий командному составу), и Горали, склонным к принципам континентального военного права (стремящегося к профессиональному юридическому судопроизводству), законопроекты значительно отличались друг от друга. 25 сентября Бен-Гурион провёл заседание, в результате которого было решено предпочесть законодательные принципы, предложенные Хотером-Ишаем.
В конце концов ни один из законопроектов не был официально утверждён, однако в дальнейшем многие идеи Хотера-Ишая воплотились в поправках к Армейскому уставу судопроизводства от 1948 года, и далее — в основополагающих принципах Закона о военном судопроизводстве, принятого кнессетом в 1955 году.
После убийства посредника ООН графа Бернадота в Иерусалиме 17 сентября 1948 года членами группировки «Фронт Отчизны» и решения Давида Бен-Гуриона признать организацию «Лехи», заподозренную в связи с убийством, террористической организацией Хотер-Ишай был назначен чрезвычайным военным обвинителем, ответственным за принятие правовых мер против организации «Лехи». В этой должности, при исполнении который он был повышен в звании до подполковника, Хотер-Ишай вёл, помимо прочего, судебный процесс над Натаном Елиным-Мором (Фридманом) и Маттитьяху Шмуэлевицем, обвинёнными в причастности к убийству графа Бернадота.

### В должности Главного военного прокурора
26 декабря 1948 года Хотер-Ишай вступил на должность Главы службы юстиции Армии обороны Израиля и Главного военного обвинителя, сменив на этом посту полковника Авраама Горали.
Сразу после вступления в должность Хотер-Ишай начал процесс преобразования Службы юстиции в Военную прокуратуру. Таким образом, несмотря на то что органы юстиции существовали в армии и до его назначения, именно Хотер-Ишай считается первым Главным военным прокурором Израиля.
В соответствии с полномочиями, возложенными на него Начальником Генштаба армии 11 января 1949 года, и на основе предписания Генштаба от 26 января 1949 года Хотер-Ишай провёл обширную реформу, включившую, помимо прочего, определение статуса военного прокурора (в отличие от ранее существовавшей должности военного обвинителя), как сочетающего функции советника командования по правовым вопросам и полномочного органа в сфере уголовно-процессуального производства, определение судебных округов, назначение окружных военных прокуроров и председателей окружных военных судов и т. д.
В марте 1949 года в должности Главного военного прокурора Хотер-Ишай по поручению премьер-министра Давида Бен-Гуриона провёл расследование «дела Меира Тувианского» — офицера Армии обороны Израиля, работавшего в «Электрической компании», расстрелянного 30 июня 1948 года по приговору военно-полевого трибунала, обвинившего Тувианского в государственной измене. Как показало расследование Хотера-Ишая, Тувианский был невиновен, а ответственность за несправедливый процесс над Тувианским лежала на Исере Беэри, главе военной разведки Израиля, отдавшем приказ о поспешном созыве военно-полевого трибунала. По описанию Хотера-Ишая, когда он представил перед Бен-Гурионом свои выводы, включая свою рекомендацию предать результаты расследования огласке, Бен-Гурион резко возразил против предания дела огласке, на что Хотер-Ишай в свою очередь возразил, что он готов исполнить любой приказ Бен-Гуриона, однако никто не вправе приказать ему сохранять информацию в тайне от вдовы и сына невинно расстрелянного офицера, и рассказал Бен-Гуриону о своём визите в школу, где учился сын Тувианского, в ходе которого был свидетелем оскорблений, которым подвергается ребёнок со стороны других детей. Аргументы Хотера-Ишая вероятно повлияли на Бен-Гуриона, дело было предано огласке, а виновные за проведение трибунала над Тувианским были отданы под суд.
В этот же период Хотер-Ишай по поручению Начальника Генштаба армии провёл расследование по «делу Аббы Хуши» и по «делу Али Кассема», выявив и в этих расследованиях противоправные действия со стороны Исера Беэри.
16 октября 1950 года Хотер-Ишай передал пост Главного военного прокурора полковнику Аарону Шмуэлю Моялю и вышел в запас из армии. По описанию Хотера-Ишая выход в запас был вызван конфликтом с Начальником Генштаба армии Игаэлем Ядином. Спор был изначально вызван разногласиями по вопросу, будут ли полномочия Главного военного прокурора включать юридическое сопровождение Министерства обороны (Хотер-Ишай пытался закрепить данную функцию за Главным военным прокурором посредством поправки к Армейскому уставу судопроизводства, в то время как Ядин считал неуместной связь между подчинённым ему офицером и министром обороны в обход Генштаба), но далее разногласия перешли и на другие вопросы.

### После выхода в запас
После выхода в запас Хотер-Ишай вернулся к частной адвокатской практике.
В 1956 году был членом комиссии, назначенной Давидом Бен-Гурионом для расследования обстоятельств массового убийства в Кафр-Кассеме.
В июне 1961 года Хотер-Ишай проходил свидетелем обвинения в процессе над Адольфом Эйхманом, дав в суде показания об увиденном им состоянии европейского еврейства в конце Второй мировой войны. Сам Хотер-Ишай был разочарован своими свидетельскими показаниями, так как ощущал, что ему не удалось передать на словах весь ужас увиденного им в Европе.
В январе 1964 года был избран на должность председателя Израильской ассоциации спорта, исполнял эту должность до декабря 1965 года.
Был членом общественной комиссии мемориального центра «Яд ва-Шем» по присуждению звания «Праведника народов мира».
В 1963—1965 годах сопровождал Давида Бен-Гуриона в получившем яркую политическую окраску «Деле Лавона».
Был членом «Движения за неделимый Израиль» и входил в комитет тель-авивского отделения движения.
В 1973 году передал управление своей адвокатской конторой сыну Дрору и переехал в кибуц Эйн-Гев на берегу Тивериадского озера, куда его пригласили члены кибуца, интересы которых он представлял в суде в иске к государству о взыскании компенсации ущерба, причинённого затоплением земель кибуца.
В 70-е годы сопровождал репатриантов из Советского Союза в процессе интеграции в Израиле.
В 1991 году опубликовал книгу «Линия защиты» о своей деятельности в качестве адвоката «Хаганы».
В 1993 году, после смерти жены Рахели, занялся написанием книги «Еврейская бригада и „уцелевший остаток“», опубликованной в 1999 году.
Хотер-Ишай скончался в возрасте 98 лет, 20 мая 2003 года. Похоронен на кладбище кибуца Эйн-Гев.

## Личная жизнь
Старший брат Хотера-Ишая, Реувен Хотори (10 декабря 1903—1992), также был адвокатом. Сестра-близнец Хотера-Ишая, доктор Мирьям Ицкович, возглавляла Институт подготовки социальных работников Министерства социального обеспечения Израиля. У Хотера-Ишая были ещё и две младшие сестры: Йехудит Карасик (1913—2013) и Эмма (Шломит) Марриот.
В 1930 году Хотер-Ишай женился на Рахель (урождённой Рабинович) (18 октября 1909 — 9 февраля 1993). У пары родилось трое детей: дочь Смадар и сыновья Дрор (род. 28 октября 1946) и Он (род. 23 августа 1948).
Дочь Хотера-Ишая, профессор Смадар Оттоленги (27 ноября 1937 — 10 августа 2003), была выдающейся исследовательницей арбитражного и корпоративного права и основательницей Израильского института коммерческого арбитража. Сын Хотера-Ишая, адвокат Дрор Хотер-Ишай, отец девятерых детей, был главой Коллегии адвокатов Израиля с 1991 по 1999 год.

## Публикации
- אהרן חטר-ישי המדריך הכלכלי-יורידי, 1930 (Аарон Хотер-Ишай, «Юридическо-экономический справочник» (1930)) (иврит)
- אהרן חטר-ישי בתוך המעשה, פרק בספר ספר ההתנדבות — פרשת ההתנדבות הצבאית של יהודי ארץ-ישראל במלחמת-העולם השניה (בעריכת זאב שפר) הוצאת מוסד ביאליק, התש"ט (Аарон Хотер-Ишай, «В действии», глава в книге «Книга добровольчества — история добровольного призыва палестинских евреев во время Второй мировой войны» (ред. Зеэва Шефера), издательства «Мосад Бялик» (1949)), с. 766—784 (иврит)
- (אהרן חטר-ישי רק אתמול…: עורך דין 'ההגנה' מספר הוצאת מערכות (התשי"ח (Аарон Хотер-Ишай, «Лишь вчера…: Адвокат „Хаганы“ рассказывает», книга издательства «Маарахот» (1958)) (иврит)
- (אהרן חטר-ישי דין וחשבון של המשלחת לאוסטריה ולגרמניה, פרק בספר הנני שלחני (בעריכת יעקב מרגלית) הוצאת הקיבוץ המאוחד (התשמ"ה (Аарон Хотер-Ишай, «Доклад делегации в Австрию и Германию», глава в книге «Вот я, пошли меня» (ред. Яакова Маргалита), издательства «Ха-кибуц Ха-Меухад» (1985)), ISBN 965-282-011-3, с. 208—214 (иврит)
- (אהרן חטר-ישי סיפורי סניגור הוצאת משרד הביטחון (1985 (Аарон Хотер-Ишай, «Рассказы правозащитника», книга издательства Министерства обороны (1985))[68] (иврит)
- (אהרן חטר-ישי קו הגנה הוצאת ספריית מעריב (1991 (Аарон Хотер-Ишай, «Линия защиты», книга издательства «Сифрият Маарив» (1991)) (иврит)
- (אהרן חטר-ישי הבריגדה ושארית הפליטה הוצאת איגוד החיילים המשוחררים בישראל (התש"ס (Аарон Хотер-Ишай, «Еврейская бригада и „уцелевший остаток“», книга издательства Ассоциации демобилизованных солдат в Израиле (1999)) (иврит)